# Dafne (nome)
Dafne  è un nome proprio di persona italiano femminile.

## Varianti
- Maschili: Dafni[1][3][4][5]

### Varianti in altre lingue
- Albanese: Dafina[2]
- Bulgaro: Дафина (Dafina)[2]
- Catalano: Dafne[6]
- Ceco: Dafné
- Croato: Dafna
- Ebraico: דַּפְנָה (Dafna)[2]
- Francese: Daphné[2], Daphnée[2]
- Greco antico: Δάφνη (Daphne)[2]
  - Maschili: Δάφνις (Daphnis)
- Greco moderno: Δαφνη (Dafnī)[2]
- Inglese: Daphne[2][7][8]
- Macedone: Дафина (Dafina)[2]
- Olandese: Daphne[2]
- Polacco: Dafne
- Portoghese: Dafne[2]
- Russo: Дафна (Dafna)
- Spagnolo: Dafne[6]
- Tedesco: Dafne, Daphne
- Turco: Defne[2]

## Origine e diffusione

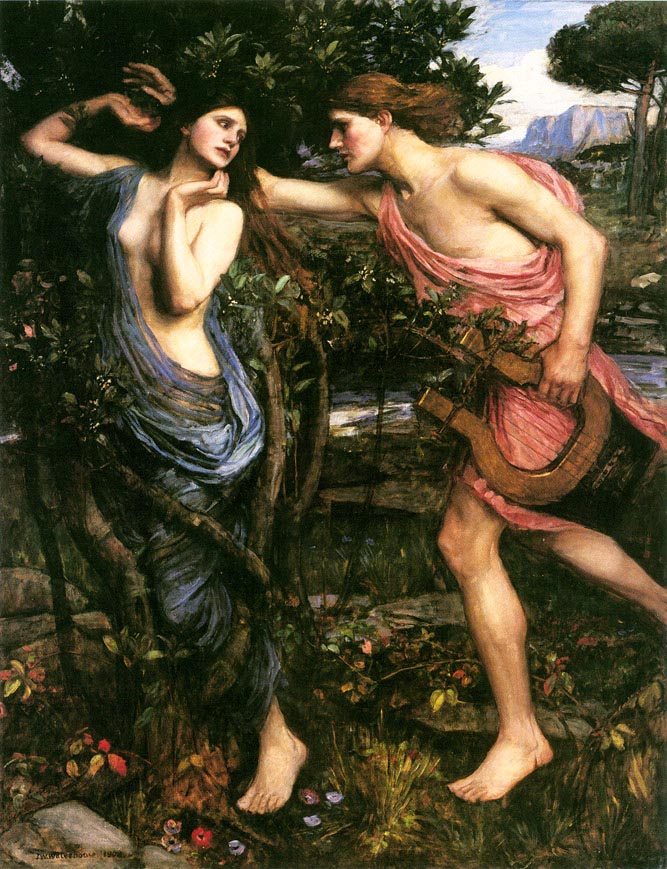
Apollo e Dafne, dipinto di John William Waterhouse

Deriva dal nome greco dell'alloro, δαφνη (daphne), ed è quindi analogo per significato a nomi quali Laura, Laurel e Kelila.
Il nome è presente nella mitologia greca con la figura di Dafne, una bellissima ninfa che per sfuggire alle mire del dio Apollo si fece trasformare in una pianta d'alloro; la sua storia è narrata in diverse opere di autori quali Ovidio, Stazio, Dante, Petrarca e D'Annunzio, che ne hanno aiutato la diffusione. Anche la forma maschile, meno diffusa, è di tradizione classica, essendo portata da Dafni, figlio di Ermes cantato da Teocrito e Virgilio, nonché dal protagonista maschile del romanzo di Longo Sofista Gli amori pastorali di Dafni e Cloe.
In Italia il nome è accentrato per oltre la metà dei casi in Emilia-Romagna, mentre altrove nel Nord e nel Centro si trova anche nella forma Daphne. In inglese è usato, nella forma Daphne, sin dalla fine del XIX secolo.

## Onomastico
Il nome è adespota, non essendovi sante che lo portano. L'onomastico può essere festeggiato il 1º novembre, per la ricorrenza di Ognissanti.

## Persone
- Dafne Fernández, attrice e ballerina spagnola
- Dafne Keen, attrice britannica
- Dafne Schippers, velocista e multiplista olandese

### Variante Daphne

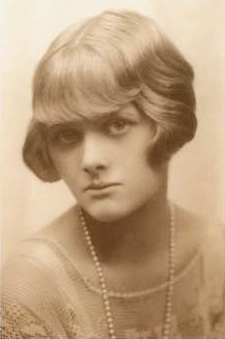
Daphne du Maurier

- Daphne Akhurst, tennista australiana
- Daphne Ashbrook, attrice statunitense
- Daphne Caruana Galizia, giornalista e blogger maltese
- Daphne Casorati Maugham, pittrice inglese
- Daphne Deckers, modella, scrittrice, conduttrice televisiva e attrice olandese
- Daphne du Maurier, scrittrice, drammaturga e poetessa inglese
- Daphne Groeneveld, modella olandese
- Daphne Guinness, membro della famiglia Guinness
- Daphne Maxwell Reid, attrice statunitense
- Daphne Mayo, scultrice australiana
- Daphne Oram, compositrice britannica
- Daphne Patai, accademica statunitense
- Daphne Rosen, attrice pornografica israeliana naturalizzata statunitense
- Daphne Zuniga, attrice statunitense

### Altre varianti
- Daphnée Duplaix Samuel, attrice e modella statunitense
- Dafina Zeqiri, cantante kosovara

## Il nome nelle arti
- Dafni è un personaggio del romanzo di Longo Sofista Le avventure pastorali di Dafni e Cloe, e dell'omonimo balletto da esso tratto.
- Daphné Belmont è un personaggio della serie televisiva Summer Dreams.
- Daphne Blake è un personaggio dei cartoni animati di Scooby Doo prodotti dalla Hanna-Barbera.
- Daphne Bridgerton è la protagonista della serie televisiva statunitense Bridgerton, basata sui romanzi di Julia Quinn.
- Daphne Diaz è un personaggio della serie televisiva Harley in mezzo.
- Daphne Duck è un personaggio dei fumetti Disney, madre di Gastone Paperone.
- Daphne Landry è un personaggio della serie televisiva True Blood.
- Daphne La Tour è un personaggio del film del 1916 Daphne e i pirati, diretto da Christy Cabanne.
- Daphne Millbrook è un personaggio della serie televisiva Heroes.
- Daphne Moon è un personaggio della sit-com Frasier.
- Daphne è un personaggio del cartone animato Winx Club.
- Dafne Sa Contare è una canzone di Murubutu feat. Dia.
- Daphne è il nome falso con cui uno dei protagonisti maschili si fa chiamare nel film A qualcuno piace caldo.

## Toponimi
- 41 Daphne è un asteroide della fascia principale, e Dafni è un satellite naturale di Saturno; prendono il nome rispettivamente dal personaggio femminile e da quello maschile della mitologia greca.